# مادبورا
مادبورا رمزها «MP» (بالإنجليزية: Madhepura)‏ ، هو تقسيم إداري لدولة الهند تتبع ولاية بيهار (بالإنجليزية: Bihar)‏ ، مركزها هو مدينة مادبورا (بالإنجليزية: Madhepura)‏ عدد سكانها حسب تعداد سنة 2001 هو 1,994,618 ، مساحتها 1,787 كم² وكثافة السكان 1116 لكل كم² .